# Ромуло Соуза Орестес
Ромуло Соуза Орестес (порт. Rômulo Souza Orestes, нар. 22 травня 1987, Пелотас) — бразильський футболіст, що грав на позиції півзахисника. Виступав за низку бразильських і закордонних клубів. Чемпіон Італії та дворазовий володар Кубка Італії.

## Ігрова кар'єра
Ромуло Соуза Орестес народився 1987 року в місті Пелотас. У професійному футболі дебютував 2007 року виступами за команду «Жувентуде», а наступного року грав у складі клубу «Метрополітано». На початку 2009 року Ромуло грав у складі клубу «Шапекоенсе», проте в цьому ж році перейшов до клубу «Санту-Андре», в якому грав до 2010 року.
У 2010 році футболіст став гравцем команди «Крузейру», з якої його в 2011 році віддали в оренду до клубу «Атлетіку Паранаенсе».
У 2011 році Ромуло перейшов до складу італійського клубу «Фіорентина», в якому грав до 2013 році. У 2013 році бразилець перейшов до іншого італійського клубу «Верона», у складі якого швидко став гравцем основного складу. У 2014 році клуб віддав футболіста в річну оренду до туринського клубу «Ювентус», після якої гравець повернувся до «Верони», де виступав до 2018 року.
У 2018 році Ромуло став гравцем італійського клубу «Дженоа», з якого його в 2019 році спочатку віддали в оренду до іншого італійського клубу «Лаціо», а пізніше бразилець у 2019—2020 роках грав у оренді також в італійському клубі «Брешія». У 2021 році Ромуло вдруге за кар'єру став гравцем клубу «Крузейру», в якому грав до 2022 року. після річної перерви у виступах футболіст у 2024 році грав у складі бразильської команди «Атлетік Клуб», після чого завершив виступи на футбольних полях.

## Титули і досягнення
- Чемпіон Італії (1):

«Ювентус»: 2014–2015
- Володар Кубка Італії (2):

«Ювентус»: 2014–2015
«Лаціо»: 2018–2019